# Browning 9 mm

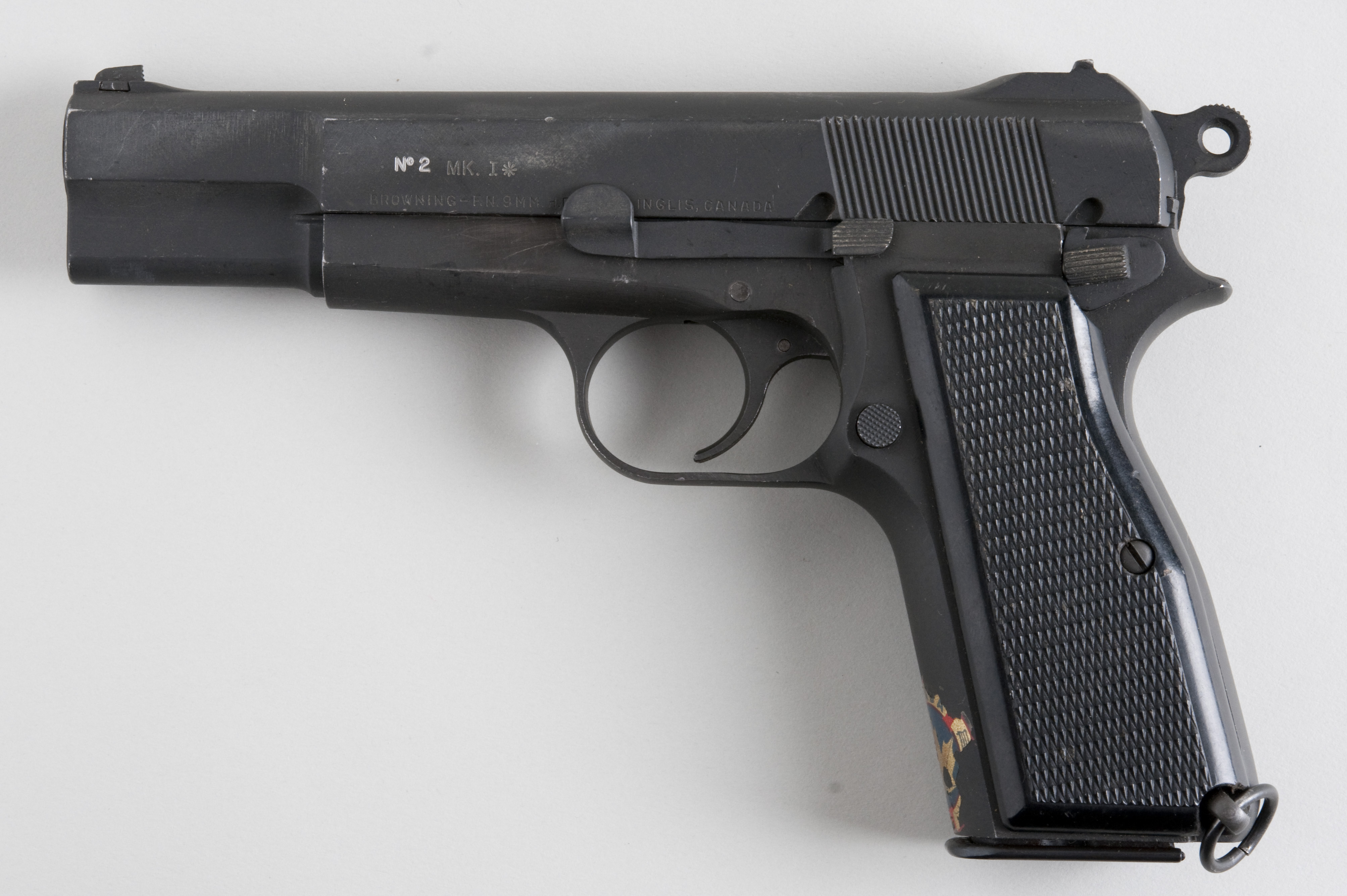
Le Pistol No 2 Mk 1* Browning Hi-Power canadien a une hausse spécifique qui le différencie de son modèle belge.

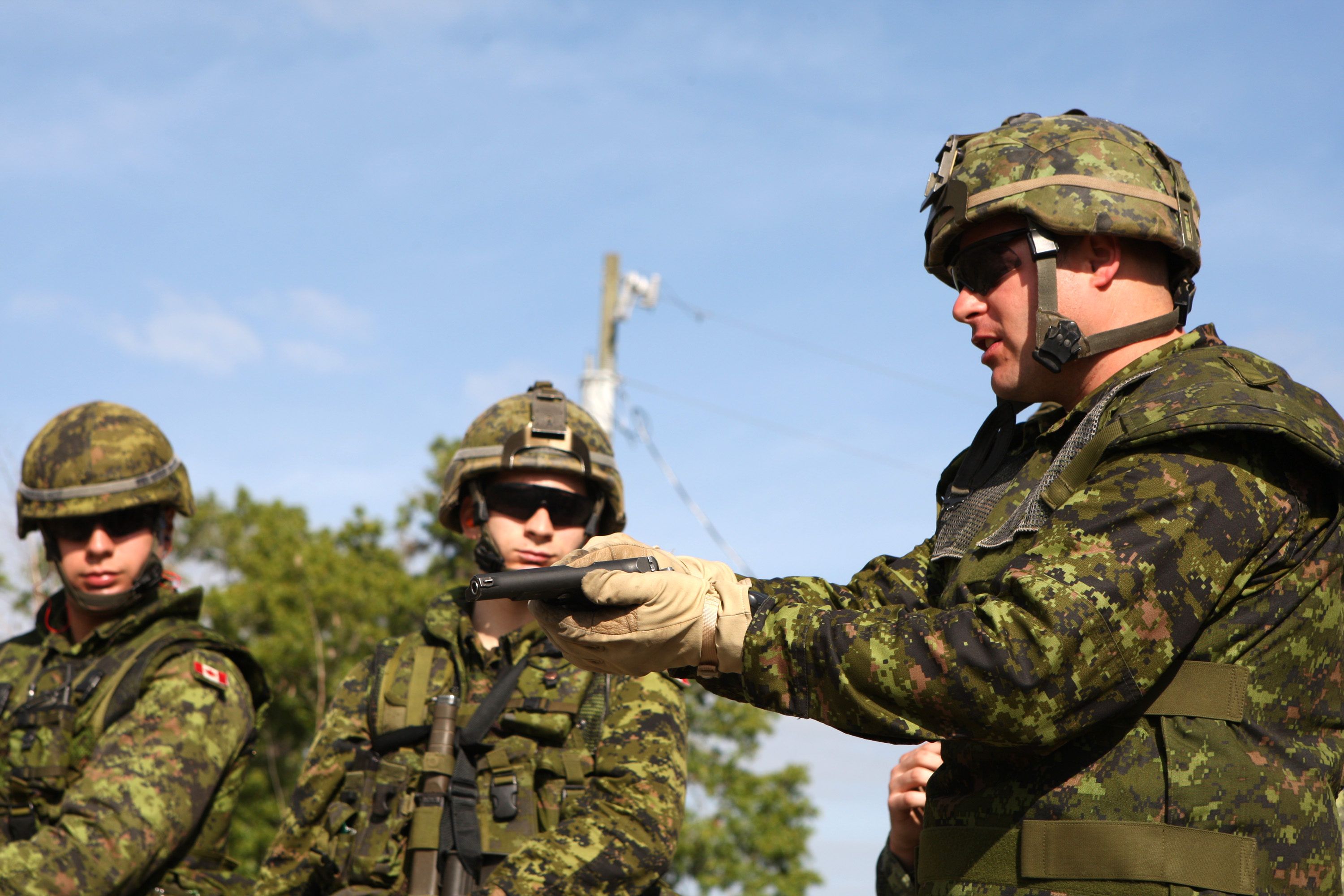
Fantassins québécois du Royal 22e Régiment canadiens avec le Browning 9 mm

Le  Pistol No 1 Browning Hi-Power de 9 mm est utilisé par les officiers et les soldats des Forces armées canadiennes, pouvant être utilisé rapidement et même dans les espaces restreints. Il a un chargeur de 13 cartouches. C'est une version produite sous licence du Browning HP-35 durant la Seconde Guerre mondiale pour le Canada, la Chine nationaliste, le Commonwealth, le Danemark, la Grande-Bretagne et la Grèce par la firme John Inglis & Co de Toronto (Ontario). Il en existe quatre versions qui diffèrent légèrement du modèle initial par son cran de mire rehaussé et son extracteur. Depuis les années 1950, il est produit par les arsenaux militaires indiens (Usine de Kanpur) sous le nom de PA 9mm 1A. Dans les années 1960, les militaires britanniques, mais aussi australiens et néo-zélandais, ont adopté le modèle belge sous le nom de L9A1.

## Caractéristiques
- Poids : 0,935 kg (Sans chargeur)
- Longueur : 20 cm
- Longueur du canon : 10 cm
- Fonctionnement : fonctionnement par recul du canon; arme semi-automatique
- Alimentation : chargeur détachable de 13 (parfois 14) cartouches
- Longueur de mire : 159 mm
- Vitesse initiale : 350 m/s

## Le Browning 9 mm au combat
Le Browning canadien a notamment servi durant les Seconde Guerre mondiale,Guerre de Corée, Guerre du Vietnam, Guerre de la Brousse de Rhodésie du Sud, Guerre des Malouines, Conflit nord-irlandais et  Guerre contre le terrorisme.

## Sources
Cette notice est issue de la lecture des revues spécialisées de langue française suivantes :
- Cibles (Fr)
- AMI/ArMI/Fire (B)
- Gazette des armes (Fr), notamment HS No 15
- Action Guns (Fr)
- Armes & Tir (Fr), No 10